# Kelvin Hall International Sports Arena
El Kelvin Hall International Sports Arena se encuentra dentro del Kelvin Hall de Glasgow, Escocia al norte del Reino Unido. Ha sido sede de numerosas competiciones de atletismo, incluyendo los europeos de 1990 en pista cubierta y el internacional Aviva desde 1988.
El Kelvin Hall alberga una arena deportiva internacional bajo techo, que ha sido anfitriona de muchos eventos internacionales deportivos, así como el boxeo, y las competiciones de bádminton y voleibol. La sede fue la cancha local de los Glasgow Rocks que compiten en la liga de baloncesto británico.